# Ејмир Макбрајд
Ејмир Макбрајд (енгл. Eimear McBride, Ливерпул, Уједињено Краљевство, 16. април 1976) је ирски романописац, чији је дебитантски роман, A Girl Is a Half-formed Thing, освојио инаугуралну Награду Голдсмит 2013. и Женску награду за белетристику 2014. године.

## Објављени радови
Макбрајд је написала A Girl Is a Half-formed Thing за 6 месеци, али је било потребно девет година да се објави. Galley Beggar Press из Норича га је коначно изабрао 2013.  Роман је написан као ток свести и препричава причу о сложеном односу једне младе жене са породицом. 
Макбрајдов други роман The Lesser Bohemians објављен је 1. септембра 2016.  Смештен у Camden Town 1990-их, прича причу о турбулентној вези између 18-годишњег студента драме и 38-годишњег глумца. Макбрајд је 8. септембра  расправљала о књизи о Woman's Hour (Женском сату) и рецензирана је у програму BBC Радио 4 Saturday Review 17. септембра. 
Дала је предговоре за Одабране песме Ане Ахматове (Folio Society), Sundog: the lyrics (Сундог: стихове Скота Вокера) (Faber & Faber)  и The Country Girls Trilogy (Трилогију о сеоским девојкама) Едне О'Брајен (Faber/FSG).   Њене кратке приче су се појављивале у The Guardian, Prospect магазину, The Long Gaze Back (Little Island Press), Dubliners 100 (Tramp Press), Winter Papers (Curlew Editions) и на BBC Радију 4.   

## Други посао
Макбрајд је 2017. године награђена инаугурационом креативном стипендијом Бекетовог истраживачког центра, Универзитета у Редингу.  

## Лични живот
Макбрајд је рођена у Ливерпулу 1976. године од родитеља Ираца, који су обоје били медицински радници. Породица се вратила у Ирску када је имала три године.   Детињство је провела у Туберкарију у округу Слајго и Каслбару у округу Мејо. Сећала се свог писања од још од седме или осме године.  Са 17 година, Макбрајд се преселила у Лондон да би започела студије у Драмском центру, али је након дипломирања схватила да није заинтересована да постане глумица.
Макбрајд воли руску књижевност и провела је четири месеца у Санкт Петербургу 2000. године. По повратку, радила је као канцеларијски радник и путовала.  За то време је завршила свој први роман. Године 2006. вратила се на неко време у Корк и почела да ради на свом другом роману. Макбрајд се преселила у Лондон 2017. са супругом и ћерком након што је неколико година живела у Норичу.

## Новеле
- A Girl Is a Half-formed Thing (Девојка је полуформирана ствар) (2013).
- The Lesser Bohemians (Мали Боеми) (2016).
- Strange Hotel (Чудан хотел) (2020).

## Награде и почасти
- Добитник Меморијалне награде Џејмса Тејта Блека 2017. за The Lesser Bohemians [19]
- Ужи избор за награду Голдсмит 2016. за The Lesser Bohemians[20] [21]
- Добитник награде Дезмонд Елиот 2014. (за дебитантске романописце) за A Girl Is a Half-formed Thing [22]
- Добитник Kerry Group Irish Fiction Award за 2014. за A Girl Is a Half-formed Thing [23]
- Добитник Женске награде за белетристику 2014. за A Girl Is a Half-formed Thing [24] [25]
- Ужи избор за награду Фолио за 2014. за A Girl Is a Half-formed Thing [26] [27]
- Добитник Меморијалне награде Geoffrey Faber 2013. за A Girl Is a Half-formed Thing [28]
- Добитник награде Голдсмит за 2013. за A Girl Is a Half-formed Thing[1]